# 卡佐-桑吉内湖
卡佐-桑吉内湖（法語：lac de Cazaux-Sanguinet，法語發音：[lak də kazo sɑ̃ɡinɛ]）是法国吉伦特省与朗德省交界处的一个湖。海拔高度12米，面积55平方千米。 
该湖是一个旅游景点，提供一系列航海运动。 